# Žiar
Žiar je pohoří na Slovensku, geomorfologický celek Fatransko-tatranské oblasti.

## Poloha
Nachází se mezi Hornonitraskou kotlinou na západě a Turčianskou kotlinou na východě, na severu hraničí s Malou Fatrou a na jihovýchodě s Kremnickými vrchmi. Východ je lemován pohořím Velká Fatra. Nejvyšším vrchem je Chlieviská (1024 m), seznam všech vrcholů s výškou nad 700 metrů ukazuje Seznam vrcholů v Žiaru. Významné sedlo Vyšehradné odděluje podcelky Sokol a Vyšehrad.

## Členění

Vnitřní Západní Karpaty, Žiar vyznačen červeným polem

- Sokol (nejvyšší vrch Chlieviská)
- Vyšehrad (nejvyšší vrch Vyšehrad)
- Horeňovo (nejvyšší vrch Horeňovo)
- Rovne